# 리 그리피스
리 그리피스(Leigh Griffiths, 1990년 8월 20일 ~ )는 스트라이커로 활약하고 있는 스코틀랜드의 축구 선수이다.

## 수상

### 클럽
던디
- 스코틀랜드 챌린지 컵 (1): 2009–10

울버햄프턴 원더러스
- 풋볼 리그 1 (1): 2013–14

셀틱
- 스코틀랜드 프리미어십 (2): 2013–14, 2014–15
- 스코틀랜드 리그 컵 (1): 2015

### 게인
- SFWA 올해의 선수: 2012–13
- SPL 올해의 선수: 2012–13
- SPFA 올해의 영 플레이어: 2012–13
- SPL 이달의 선수: 2012년 8월,[2] 2013년 2월
- SFL 이달의 영 플레이어: 2008년 3월, 2008년 8월, 2009년 3월, 2009년 9월, 2009년 10월, 2010년 11월
- SPFL 이달의 선수: 2015년 4월[3]
- 스코틀랜드 프리미어십 이달의 선수: 2015년 8월,[4] 2015년 10월[5]